# FCドゥナフ・ルセ
FCドゥナフ・ルセ（FC Dunav Ruse (ブルガリア語: Дунав Русе)）は、ブルガリア・ルセに本拠地を置くサッカークラブ。
1949年2月16日、二つのクラブが合併して設立された。ドゥナフとはブルガリア語でドナウ川 (ブルガリア語: река Дунав)の意。

## 歴史

### 国内
典型的なエレベータークラブで、トップリーグ在籍期間は1951, 1956, 1958–67, 1968–73, 1974–77, 1984–86, 1988–91, 1996–98, 2016-の各シーズン。
タイトル獲得経験は無く、最高成績は1975年のリーグ4位。ブルガリア・カップは準優勝4回(1938, 1939, 1941, 1962)。

### 国際大会
UEFAカップ1975-76では1回戦でセリエAのASローマと対戦し、合計スコア1-2で敗れた。

## タイトル

### 国内タイトル
- セカンドリーグ：6回
  - 1950, 1954, 1957, 1968, 1974, 2015-16

### 国際タイトル
なし

## 欧州の成績
| シーズン | 大会                 | ラウンド  | 対戦相手                 | ホーム | アウェー | 合計 |  |
| -------- | -------------------- | --------- | ------------------------ | ------ | -------- | ---- |  |
| 1975–76  | UEFAカップ           | 1回戦     | ローマ                   | 1–0    | 0–2      | 1–2  |  |
| 2017-18  | UEFAヨーロッパリーグ | 予選1回戦 | イルティシュ・パヴロダル | 0–2    | 0–1      | 0–3  |  |

## 現所属メンバー
2025年1月15日現在
注：選手の国籍表記はFIFAの定めた代表資格ルールに基づく。
| No. | Pos. |            | 選手名                         |
| --- | ---- | ---------- | ------------------------------ |
| 1   | GK   | ブルガリア | ダニエル・ニコロフ             |
| 4   | DF   | ブルガリア | プレスラフ・ペトロフ           |
| 7   | MF   | ブルガリア | シメオン・ヴェシェフ           |
| 8   | MF   | フランス   | ケヴィン・ベマンガ             |
| 10  | MF   | ブルガリア | ディミタール・ザコノフ         |
| 11  | MF   | ブルガリア | デニスラフ・ミンチェフ         |
| 14  | MF   | ブルガリア | ラドスラフ・アポストロフ       |
| 15  | MF   | ブルガリア | クリスティアン・ゴスポディノフ |
| 18  | FW   | ブルガリア | マリアン・ヴァンゲロフ         |

| No. | Pos. |              | 選手名                   |
| --- | ---- | ------------ | ------------------------ |
| 19  | FW   | ブルガリア   | ステファン・ステファノフ |
| 20  | FW   | ブルガリア   | ヨルダン・ディミトロフ   |
| 22  | DF   | ブルガリア   | ストヤン・プレデフ       |
| 23  | GK   | ブルガリア   | イヴァン・ゴシェフ       |
| 26  | MF   | ブルガリア   | カメン・ハジエフ ()      |
| 29  | DF   | ブルガリア   | ニコライ・ディチェフ     |
| 34  | MF   | ブルガリア   | オレグ・ディミトロフ     |
| 88  | DF   | ブルガリア   | ディミタール・トドロフ   |
| -   | GK   | 北マケドニア | ステファン・タセフ       |

## 歴代所属選手
- ディアン・アンゲロフ
- ミロスラフ・ブディノフ
- ディアン・ディモフ
- エンギバル・エンギバロフ
- ヨルダン・フィリポフ
- コスタディン・ハズロフ
- ニコラ・フリストフ
- ゲオルギ・イリエフ
- イスマイル・イサ
- ビルセント・カラガレン
- イヴァイロ・キリロフ
- ブラニミル・コスタディノフ
- マルティン・コヴァチェフ
- スヴェトスラフ・コヴァチェフ
- マルティン・ルコフ
- ブラゴイ・マケンジエフ
- イリア・ミラノフ
- ミハイル・ミルチェフ
- ミロスラフ・ミロノフ
- アナトリ・ナンコフ
- ユリアン・ネノフ
- イヴァン・パスコフ
- ペタル・パテフ
- ボヤン・ペイコフ
- イヴァイロ・ラデンツォフ
- ゲオルギ・ソコロフ
- ゲオルギ・ヴェリノフ
- ニコラ・ヨルダノフ
- サミュエル・インコーム
- サミル・アヤス
- ヌリッディン・ダブロノフ
- イスカンダル・ジャリロフ